# Chirostyloidea
Chirostyloidea Ortmann, 1892 è una superfamiglia di crostacei decapodi appartenenti all'infraordine Anomura. D'aspetto simili alle aragoste, comprende le quattro famiglie Chirostylidae, Eumunididae, Kiwaidae e Sternostylidae. Sebbene i rappresentanti dei Chirostyloidea siano superficialmente simili alle aragoste galateoidi, sono più strettamente imparentati con i Lomisoidea e gli Aegloidea, che insieme formano il clade Australopoda. Nessuno dei fossili rinvenuti può essere assegnato con certezza ai Chirostyloidea, sebbene alcune fonti presumano che Pristinaspina possa appartenere alla famiglia Kiwaidae o Chirostylidae.

## Tassonomia
In questa superfamiglia sono riconosciute quattro famiglie:
- Chirostylidae Ortmann, 1892
- Eumunididae A. Milne-Edwards & Bouvier, 1900
- Kiwaidae Macpherson, Jones & Segonzac, 2005
- Sternostylidae Baba, Ahyong & Schnabel, 2018